# Stöð 2 Sport
Stöð 2 Sport est une chaîne de télévision sportive islandaise privée, appartenant au groupe 365,.
Elle diffuse du golf, football, courses automobiles, arts martiaux mixes, basketball, équitation, etc.